# Liste der denkmalgeschützten Objekte in Žichovice
Grundlage dieser Liste der denkmalgeschützten Objekte in Žichovice ist die ÚSKP-Liste (Ústřední seznam kulturních památek České republiky, deutsch Zentrale Liste der Kulturdenkmäler der Tschechischen Republik), die von der tschechischen Denkmalschutzbehörde NPÚ (Národní památkový ústav, deutsch Nationale Denkmalbehörde) seit 1987 geführt wird und an die seit dem Jahr 1850 geschaffenen Listen anschließt.

## Denkmalgeschützte Objekte nach Ortsteilen
| Lage                                                                     | Objekt                                   | Beschreibung | ÚSKP-Nr.                  | Bild             |
| ------------------------------------------------------------------------ | ---------------------------------------- | --- | ------------------------- | ---------------- |
| Žichovice, Žichovice 1 (Standort)                                        | Schloss Žichovice                        | Zweiflügeliges Renaissance-Barockschloss mit angrenzendem Park und Wirtschaftsgebäuden mit Brauerei. Außergewöhnliche Renaissance-Architektur seit Beginn des 17. Jahrhunderts mit umfangreicher Sgraffito-Dekoration, Stufengiebeln und erhaltenen Innenräumen. | 25321/4-3526 Info Katalog | weitere Bilder   |
| Žichovice, Žichovice 37 (Standort)                                       | Getreidespeicher                         | Zweistöckiges Gebäude auf dem L-förmigen Grundriss mit einem hohen Satteldach mit zwei Reihen von Dachgauben, einer Arkade im Erdgeschoss, ovale Fenster im ersten Stock. Ein Beispiel eines Renaissance-Getreidespeichers im Barockstil.                        | 24520/4-3527 Info Katalog | Getreidespeicher |
| Žichovice, bei der Schule (Standort)                                     | Kapelle St. Alois                        | Kapelle auf rechteckigem Grundriss mit halbkreisförmigem Abschluss. Strukturierte Fassade, barocker Giebel und einer prismatischer Glockenturm oben auf dem Dach. Sakralbau vom Anfang des 19. Jahrhunderts nach der barocken Bautradition.                      | 29513/4-3530 Info Katalog | weitere Bilder   |
| Žichovice, an der Landstraße nach Nezamyslice (Standort)                 | Kapellchen                               | Kleine Barockkapelle auf rechteckigem Grundriss mit einem rechteckigen Chor. Strukturierte Fassade mit Barockgiebel. Zweite Hälfte des 18. Jahrhunderts. | 14616/4-3531 Info Katalog | Kapellchen       |
| Žichovice, Hügel oberhalb der Ortschaft (Standort)                       | Speicher                                 | Großes vierstöckiges Gebäude mit strukturierten Fassaden. Klassizistisches Wirtschaftsgebäude aus der ersten Hälfte des 19. Jahrhunderts. | 15296/4-3528 Info Katalog | Speicher         |
| Žichovice, Žichovice 58 (Standort)                                       | Haus Nr. 58                              | Eingeschossiges Haus mit Barockgiebel. Barockes Landhaus aus der ersten Hälfte des 18. Jahrhunderts, das sich neben dem Schlossgelände befindet. | 20114/4-3529 Info Katalog | Haus Nr. 58      |
| Žichovice, über den Nezdický potok, nordöstlich des Schlosses (Standort) | Untere Brücke                            | Steinbrücke, genannt Die Untere, mit zwei segmentierten Bögen und einem zentralen Pfeiler. Anfang 17. Jahrhundert. | 44236/4-4290 Info Katalog | weitere Bilder   |
| Žichovice, über den Nezdický potok, südöstlich des Schlosses (Standort)  | Obere Brücke                             | Steinbrücke, genannt Die Obere. Zwei-Bogen-Brücke mit fast halbkreisförmigen Gewölben, die im westlichen Teil durch Stahlbetonbalken ergänzt wurde. 18. Jahrhundert, Mitte des 20. Jahrhunderts modernisiert.                                                    | 44237/4-4291 Info Katalog | weitere Bilder   |
| Žichovice (Standort)                                                     | Statue des heiligen Johannes von Nepomuk | Auf dem verzierten Sockel steht eine lebensgroße Sandsteinstatue des Heiligen, der auf einer Wolke kniet. Hochwertige Barockskulptur aus dem 18. Jahrhunderts in unmittelbarer Nähe des Schlossgeländes.                                                         | 86451/4-4226 Info Katalog | weitere Bilder   |